# Narcís Sala i Vila
|  | Aquest article tracta sobre el dirigent esportiu català. Si cerqueu l'estadi de futbol, vegeu «Camp Municipal Narcís Sala». |

Narcís Sala i Vila (Barcelona, 16 de febrer de 1899 - Barcelona, 10 d'abril de 1980) fou un dirigent esportiu català, president de la Unió Esportiva Sant Andreu entre 1945-1959 i 1967-1971. Durant els seus mandats el Sant Andreu assolí dos ascensos a Segona divisió (1950 i 1971), i impulsà la construcció de l'actual estadi del club, que porta el seu nom.